# كأس أيرلندا الشمالية 1990–91
كأس أيرلندا الشمالية 1990–91 (بالإنجليزية: 1990–91 Irish Cup)‏ هو موسم من كأس أيرلندا. كان عدد الأندية المشاركة فيه 32، وفاز فيه بورتاداون.

## النهائي
| بورتاداون | 2 – 1 | غلينافون |
| --------- | ----- | -------- |
|           | تقرير |          |